# 1 Aurigae
1 Aurigae, som är stjärnans Flamsteed-beteckning, är en ensam stjärna belägen i den västra delen av stjärnbilden, Perseus. Den engelske astronomen John Flamsteed katalogiserade stjärnan som tillhörig Kuskens stjärnbild (latin Auriga) i sin sammanställning av Flamsteedobjekt. När gränserna för stjärnbilderna preciserades på 1930-talet hamnade 1 Aurigae inom Perseus stjärnbild. Stjärnan anges därför ofta numera med sin HR-beteckning, som är HR 1533. Den har en skenbar magnitud på ca 4,89 och är svagt synlig för blotta ögat där ljusföroreningar ej förekommer. Baserat på parallaxmätning inom Hipparcosuppdraget på ca 6,5 mas, beräknas den befinna sig på ett avstånd på ca 500 ljusår (ca 150 parsek) från solen. Den rör sig närmare solen med en heliocentrisk radialhastighet av ca -25 km/s.

## Egenskaper
1 Aurigae är en orange till gul jättestjärna av spektralklass K3.5 III Ba0.2 och en svag bariumstjärna. Den har en massa som är ca 1,5 solmassor, en radie som är ca 44 solradier och utsänder ca 561 gånger mera energi än solen från dess fotosfär vid en effektiv temperatur på ca 4 100 K.
1 Aurigae är en möjlig dubbelstjärna, baserat på statusen för den synliga komponenten som en mild bariumstjärna. Den misstänkta följeslagaren bör vara en vit dvärg som tidigare överförde s-processelement till den synliga stjärnan.